# 5to piso
5to piso è l'undicesimo album in studio del cantautore guatemalteco Ricardo Arjona, pubblicato nel 2008.

## Tracce
1. Quinto piso – 5:01
2. Sin ti... Sin mi – 4:20
3. El del espejo – 4:16
4. Como duele – 3:30
5. Que nadie vea – 5:44
6. Tocando fondo – 4:28
7. La bailarina vecina – 3:47
8. Vuelo – 3:42
9. Nadie sabe a donde va – 4:53
10. El demonio en casa – 3:56
11. La vida está de luto – 4:06
12. Suavecito – 4:05
13. Ni tú ni yo (duetto con Paquita la del Barrio) – 5:40
14. Niña buena – 5:20